# Xã Middlefield, Quận Geauga, Ohio
Xã Middlefield (tiếng Anh: Middlefield Township) là một xã thuộc quận Geauga, tiểu bang Ohio, Hoa Kỳ. Năm 2010, dân số của xã này là 4.493 người.